# Елизавета Датская (герцогиня Брауншвейг-Вольфенбюттеля)
Елизаве́та Да́тская (дат. Elisabeth af Danmark, нем. Elisabeth von Dänemark; 25 августа 1573, Коллинг, Королевство Дания — 19 июля 1626, Шёнинген или Брауншвейг, Брауншвейг-Люнебург) — принцесса из дома Ольденбургов, дочь короля Дании и Новергии Фредерика II. Супруга герцога Генриха Юлия; в замужестве — герцогиня Брауншвейг-Люнебурга и княгиня Каленберга и Вольфенбюттеля.
Принимала активное участие во внутренней политике Брауншвейга во время правления сына, герцога Фридриха Юлия. Меценат. Содействовала превращению двора в Вольфенбюттеле в один из культурных центров своего времени.

## Семья и ранние годы
Родилась в Коллинге 25 августа 1573 года. Она была первым ребёнком и старшей дочерью короля Дании и Норвегии Фредерика II и Софии Мекленбург-Гюстровской, принцессы из дома Мекленбургов. По отцовской линии приходилась внучкой королю Дании и Норвегии из Ольденбургского дома Кристиану III и Доротее Саксен-Лауэнбургской, принцессе из дома Асканиев. По материнской линии была внучкой герцога Мекленбург-Гюстрова Ульриха III и Елизаветы Датской, принцессы из дома Ольденбургов.
Елизавета была старшей сестрой короля Дании и Норвегии Кристиана IV, королевы Англии, Шотландии и Ирландии Анны, курфюрстины Саксонии Гедвиги и герцогини Гольштейн-Готторпа Августы. Другой её младший брат, князь Шлезвиг-Гольштейна Иоганн был обручён с русской царевной Ксенией Годуновой.
Раннее детство Елизаветы прошло при дворе в Гюстрове, где её воспитанием занимались дед и бабка по материнской линии. В 1579 году она вернулась обратно в Данию. В апреле 1588 года умер отец принцессы, оставив её мать вдовой с семью детьми.

## Брак и потомство
Некоторое время кандидатура Елизаветы рассматривалась в супруги короля Шотландии Якова VI, но отец пообещал шотландским послам выдать за их короля другую свою дочь. Ещё одним кандидатом на руку принцессы был император Маттиас, однако и ему было отказано, вероятно, потому что он был католиком. В возрасте четырнадцати лет отец обручил Елизавету герцогу Брауншвейг-Люнебурга и князю Каленберга и Вольфенбюттеля Генриху Юлию. Из-за юного возраста невесты свадьбу отложили на два года.
Существует история о том, что, когда будущий муж Елизаветы прибыл за ней в Данию, то он, оставив свою свиту за городом, прибыл ко двору в Кронборг, представившись ювелиром. Ему позволили показать свой товар принцессам. Елизавете понравилось одно из украшений и герцог, под видом ювелира, предложил ей оплатить его флиртом. В ответ он был заключён в тюрьму, где находился до тех пор, пока к королевскому двору не прибыла его свита. Герцог смог подтвердить свою личность и инцидент был исчерпан.
19 апреля 1590 года в Кронборге Елизавета Датская сочеталась браком с Генрихом Юлием (15 октября 1564 — 20 июля 1613), герцогом Брауншвейг-Люнебурга и князем Вольфенбюттеля и Каленберга. Шурин невесты, король Шотландии Яков VI преподнес молодожёнам подарки в виде драгоценностей на сумму в четыре тысячи датских талеров, а король Дании и Норвегии Кристиан IV играл на свадьбе старшей сестры на трубе, лютне, корнете, скрипке и тромбоне. Для герцога это был второй брак. У супругов родились пять дочерей и пять сыновей:
- Фридрих Ульрих (5 апреля 1591 — 11 августа 1634), с 1613 года герцог Брауншвейг-Люнебурга и князь Вольфенбюттеля и Каленберга, в 1614 году сочетался браком с Анной Софией Бранденбургской (18 марта 1598 — 19 декабря 1659), потомства не оставил;
- София Гедвига (20 февраля 1592 — 23 января 1642), в 1607 году сочеталась браком с Эрнстом Казимиром (22 декабря 1573 — 2 июня 1632), графом Нассау-Дица;
- Елизавета (23 июня 1593 — 25 марта 1650), в 1612 году сочеталась первым браком с саксонским принцем Августом[нем.] (7 сентября 1589 — 26 декабря 1615), овдовев, в 1618 году сочеталась вторым браком с Иоганном Филиппом (25 января 1597 — 1 апреля 1639), герцогом Саксен-Альтенбурга;
- Гедвига (19 февраля 1595 — 26 апреля 1650), в 1619 году сочеталась браком с Ульрихом (12 августа 1589 — 31 октября 1622), герцогом Померания-Штеттина;
- Доротея (8 июля 1596 — 1 сентября 1643), в 1615 году сочеталась браком с бранденбургским маркграфом Кристианом Вильгельмом (28 августа 1587 — 1 января 1665), архиепископом Магдебурга;
- Генрих Юлий (7 октября 1597 — 11 июля 1606), умер в детском возрасте;
- Кристиан (20 сентября 1599 — 16 июня 1626), военачальник, епископ Хальберштадта, женат не был, потомства не оставил;
- Рудольф[нем.] (15 июня 1602 — 13 июня 1616), умер в детском возрасте;
- Генрих Карл[нем.] (7 сентября 1609 — 11 июня 1615), умер в детском возрасте;
- Анна Августа (19 мая 1612 — 17 февраля 1673), в 1638 году сочеталась браком с Георгом Людвигом[нем.] (4 марта 1618 — 19 февраля 1656), наследным принцем Нассау-Дилленбурга.

## Герцогиня
Генрих Юлий и Елизавета некоторое время жили в замке Грёнинген, близ Хальберштадта. Большое внимание они уделяли духовной музыке. Покровительствовали немецкому композитору Михаэлю Преториусу и органисту Готфриду Фриче. Супруги превратили двор в Вольфенбюттеле в один из культурных центров своего времени. В 1592 году основали придворный театр. В 1602 году герцогиня получила в пожизненное владение замок Гессен. Здесь в 1603 — 1607 годах она разбила большой сад, который садовник Иоганн Ройер превратил в образец ландшафтного искусства. Елизавета была набожной лютеранкой и в 1617 году основала в замке приют для бедных женщин при приходе Гессена.
Герцогиня вела активную переписку с братом, королём Дании и Норвегии Кристианом IV, который неоднократно посещал двор в Вольфенбюттеле и после того, как его старшая сестра овдовела. В 1613 году новым герцогом Брауншвейг-Люнебурга стал старший сын вдовствующей герцогини Фридрих Ульрих, оказавшийся слабым правителем. Опираясь на поддержку брата-короля, Елизавета отстранила сына от прямого правления. Она была важным связующим звеном между дворами в Вольфенбюттеле и Копенгагене. При ней датский король пользовался большим влиянием в герцогстве, выступал посредником в конфликтах между герцогом и жителями города Брауншвейг. Другим союзником вдовствующей герцогини был её деверь, герцог Филипп Сигизмунд, князь-епископ Оснабрюка и Вердена, настоятель собора Хальберштадта. Вместе с ним и братом, она смогла одержать вверх над верхушкой дворянского сословия, действия которого нанесли серьёзный урон герцогству.
С 1614 года вдовствующая герцогиня жила в замке Шёнинген. Здесь в 1621 году, при бегстве из Чешского королевства в республику Соединённых провинций, у неё останавливалась племянница Елизавета Стюарт. Самым близким из детей герцогине Елизавете был сын Кристиан, активный участник Тридцатилетней войны, военную карьеру которого она поддерживала деньгами. Елизавета Датская умерла 19 июля 1626 года в Шёнингене, через несколько дней после смерти любимого сына. В некоторых источниках местом её кончины называют Брауншвейг. 29 сентября того же года останки герцогини похоронили на хорах Брауншвейгского собора. 12 октября 1628 года их торжественно перезахоронили в усыпальнице кирхи Девы Марии в Вольфенбюттеле.